# Imidazol
Az imidazol heterociklusos aromás vegyület, az egyik legjelentősebb heteroaromás alapvegyület. Az alkaloidok közé sorolható. Az imidazol az alapvegyület, képlete  C3H4N2, míg az  imidazolok általában azok a heterociklusos vegyületek, melyeknek azonos a gyűrűszerkezete, de szubsztituenseiben eltérnek egymástól. Régies glioxalin neve onnan ered, hogy egyik szintézisénél glioxálból, ammóniából és formaldehidből keletkezik imidazol.

## Tautoméria
Két tautomer formája van, mivel a hidrogénatom a két nitrogén bármelyikén lehet. Az imidazolnál a két tautomer alak egyenértékű, egymástól nem különböztethetőek meg. Megfelelő helyzetű szubsztituenst tartalmazó imidazolszármazékoknál azonban a két alak megkülönböztethető egymástól. Az imidazol amfoter tulajdonsága miatt a tautomer alakok protonátadással könnyen átalakulhatnak egymásba, így például az imidazol 4-es és 5-ös helyzetben szubsztituált származékai nem különíthetőek el egymástól.

## Tulajdonságai
Az imidazol amfoter vegyület, gyenge bázisként és gyenge savként is szerepelhet. Kristályos vegyület, vízben, alkoholban, kloroformban, éterben és piridinben jól, benzolban kevéssé oldódik. Forráspontja magas, ami azzal magyarázható, hogy az imidazolmolekulák hidrogénkötésekkel asszociálódnak. Az imidazolgyűrű egyik nitrogénatomjához hidrogénatom kapcsolódik, az imidazol ezt a hidrogént protonként le képes adni (savas jelleg).  A másik nitrogénatomján nemkötő elektronpár található, az imidazol protonfelvételre képes (bázisos jelleg). Az NH-csoport nitrogénjének két elektronja a hat delokalizált π-elektron egyike (π-elektronszextett).
Aromás vegyület, elektrofil szubsztitúciókban vehet részt, a szubsztitúciók 4-es helyzetben történnek. Az imidazol erélyes körülmények között 4-nitro-imidazollá nitrálható.
Erősebb bázis, mint amilyen erősségű sav. Erősebb bázis, mint a piridin. Erősebb sav, mint a pirrol, mert a pirrolszerű nitrogénatomon nagyobb az elektronhiány, mint a pirrol nitrogénatomján.

## Előfordulása
Ez a gyűrű olyan fontos biológiai építőkövekben is megjelenik, mint a hisztidin és a hisztamin. A hisztidin egy bázisos tulajdonságú aminosav, dekarboxilezéskor hisztamin keletkezik belőle. A hisztaminnak erős fiziológiai hatása van. Az ereket tágítja, ezzel vérnyomáscsökkenést okoz. Összehúzza a simaizmokat és fokozza egyes mirigyek működését. Szerepe van az allergiás reakciókban.
Az imidazol benzolgyűrűvel kondenzált származéka a benzimidazol. Benzimidazol gyűrű található a  B12-vitaminban, a cianokobalaminban. Pirimidingyűrűvel kondenzált származéka a purin.  A purinváz sok jelentős szerves vegyületben előfordul, például a nukleinsavak felépítésében részt vevő pirimidinbázisokban, az adeninben és a guaninban.
Sok gyógyszermolekula is tartalmaz imidazol gyűrűt, így például a nitroimidazol és a gombaölő szerek.

## Fordítás
- Ez a szócikk részben vagy egészben  az   Imidazole című angol Wikipédia-szócikk fordításán alapul.  Az eredeti cikk szerkesztőit annak laptörténete sorolja fel. Ez a jelzés csupán a megfogalmazás eredetét és a szerzői jogokat jelzi, nem szolgál a cikkben szereplő információk forrásmegjelöléseként.